# Pfannkuch & Co. Unternehmensgruppe
Pfannkuch & Co. war eine Unternehmensgruppe mit einem Schwerpunkt im Bereich Lebensmittel/Einzelhandel, welche von dem Kaufmann August Pfannkuch im Jahr 1896 gegründet wurde. Das Unternehmen mit Sitz in Karlsruhe war dabei in verschiedene Geschäftsbereiche in Branchen der Industrie und des Handwerks unterteilt. Der Hauptgeschäftsbereich waren jedoch die Pfannkuch-Supermärkte mit über 200 Filialen und mehr als 4500 Mitarbeitern, die in der Tochtergesellschaft Pfannkuch GmbH & Co. Supermarkt KG ausgegliedert waren.

## Geschichte
Begonnen hat die Geschichte der Firma Pfannkuch am 8. Februar 1896, als der Kaufmann August Pfannkuch, seines Zeichens Lebensmittelkaufmann und Filialleiter der Firma Latscha in Frankfurt, in Zusammenarbeit mit seinem damaligen Arbeitgeber in Pforzheim-Brötzingen am Marktplatz einen eigenen Filialbetrieb eröffnete. Bei der Firmengründung wurde August Pfannkuch, der aus Weinheim an der Bergstraße stammte und dort auch gestorben ist, als Komplementär (persönlich haftender Gesellschafter) eingetragen. Die Firma Latscha agierte dabei als Geldgeber. Die Pfannkuch & Co. Unternehmensgruppe wurde einige Jahre später als Dachgesellschaft der Pfannkuch Unternehmen gegründet. Beim Verkauf des gesamten Unternehmens 1998 an die Spar Gruppe wurde die Gesellschaft aufgelöst.

## Unternehmensbereiche
- Bäckerei Pfannkuch
- Kaffeerösterei Pfannkuch (Glutluft Kaffe)[3][4]
- Pfannkuch Fleischwaren
- Brauerei Pfannkuch
- Pfannkuch-Supermärkte
- Pfannkuch Verwaltungsgesellschaft
- Pfannkuch Immobilien
- Pfannkuch Handelsgesellschaft
- Weingroßkellerei Pfannkuch
- Pfannkuch Fleischwaren (Fleisch Kuhn)